# Bouranton
Bouranton est une commune française, située dans le département de l'Aube en région Grand Est.

## Géographie

### Communes limitrophes
|             | Mesnil-Sellières |            |
| Villechétif | Bouranton        | Laubressel |
|             | Thennelières     |            |

### Hydrographie
La commune est dans la région hydrographique « la Seine de sa source au confluent de l'Oise (exclu) » au sein du bassin Seine-Normandie. Elle est drainée par le Melda et le ruisseau de la Fontaine Saint-Pierre,.
Le Melda, d'une longueur de 12 km, prend sa source dans la commune de Laubressel et se jette  dans la Barse à Pont-Sainte-Marie, après avoir traversé sept communes.

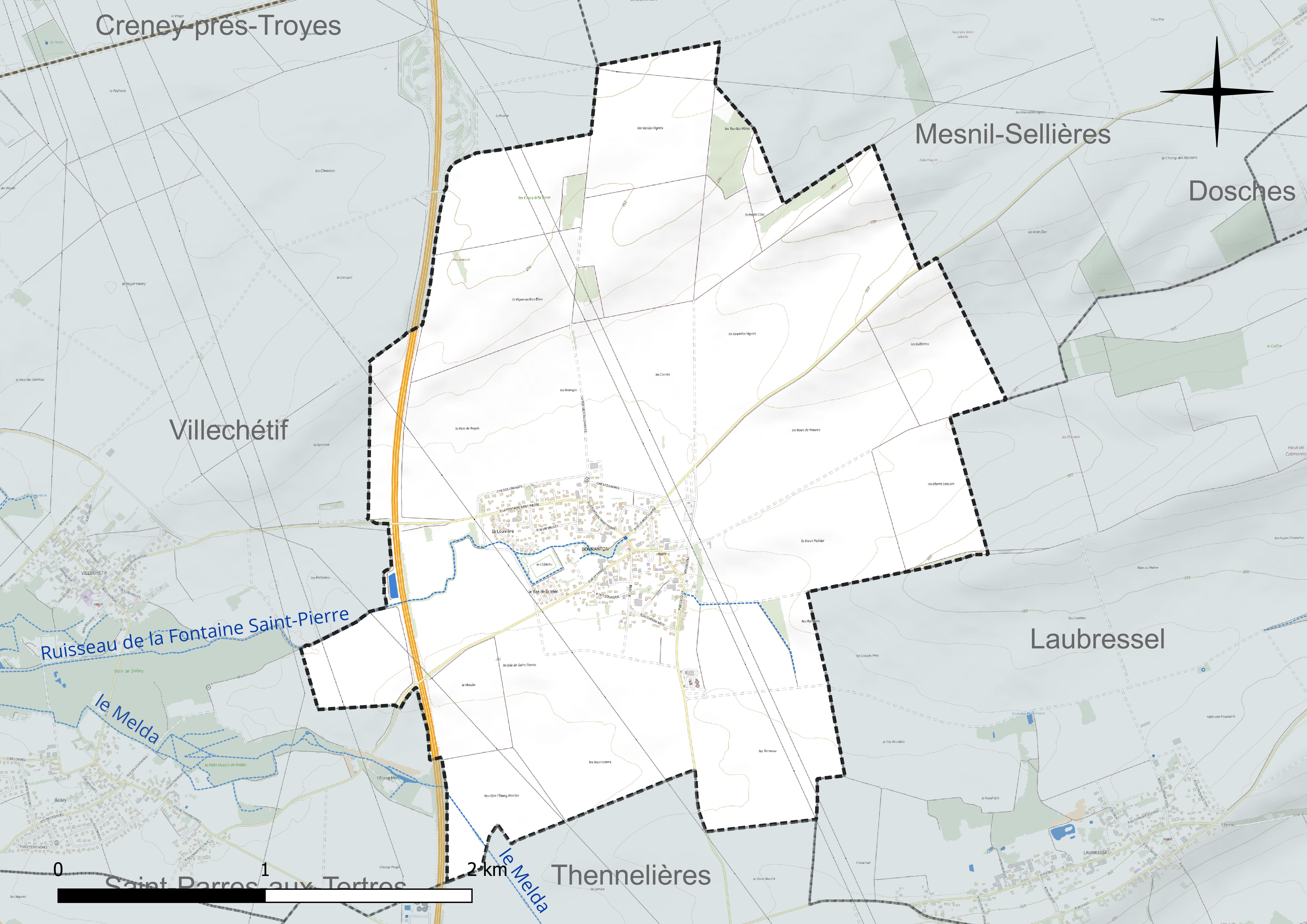
Réseau hydrographique de Bouranton.

### Climat
Pour des articles plus généraux, voir Climat du Grand Est et Climat de l'Aube.
En 2010, le climat de la commune est de type climat océanique dégradé des plaines du Centre et du Nord, selon une étude du Centre national de la recherche scientifique s'appuyant sur une série de données couvrant la période 1971-2000. En 2020, Météo-France publie une typologie des climats de la France métropolitaine dans laquelle la commune est exposée à un climat océanique altéré et est dans la région climatique Lorraine, plateau de Langres, Morvan, caractérisée par un hiver rude (1,5 °C), des vents modérés et des brouillards fréquents en automne et hiver.
Pour la période 1971-2000, la température annuelle moyenne est de 10,5 °C, avec une amplitude thermique annuelle de 15,9 °C. Le cumul annuel moyen de précipitations est de 719 mm, avec 12 jours de précipitations en janvier et 8 jours en juillet. Pour la période 1991-2020, la température moyenne annuelle observée sur la station météorologique de Météo-France la plus proche, « Troyes-Barberey », sur la commune de Barberey-Saint-Sulpice à 11 km à vol d'oiseau, est de 11,3 °C et le cumul annuel moyen de précipitations est de 644,6 mm. 
La température maximale relevée sur cette station est de 41,8 °C, atteinte le 25 juillet 2019 ; la température minimale est de −23 °C, atteinte le 17 janvier 1985,,.
Les paramètres climatiques de la commune ont été estimés pour le milieu du siècle (2041-2070) selon différents scénarios d'émission de gaz à effet de serre à partir des nouvelles projections climatiques de référence DRIAS-2020. Ils sont consultables sur un site dédié publié par Météo-France en novembre 2022.

## Urbanisme

### Typologie
Au 1er janvier 2024, Bouranton est catégorisée commune rurale à habitat dispersé, selon la nouvelle grille communale de densité à 7 niveaux définie par l'Insee en 2022.
Elle est située hors unité urbaine. Par ailleurs la commune fait partie de l'aire d'attraction de Troyes, dont elle est une commune de la couronne,. Cette aire, qui regroupe 209 communes, est catégorisée dans les aires de 200 000 à moins de 700 000 habitants,.

### Occupation des sols
L'occupation des sols de la commune, telle qu'elle ressort de la base de données européenne d’occupation biophysique des sols Corine Land Cover (CLC), est marquée par l'importance des territoires agricoles (93,3 % en 2018), en diminution par rapport à 1990 (95 %). La répartition détaillée en 2018 est la suivante : 
terres arables (93,3 %), zones urbanisées (6,7 %). L'évolution de l’occupation des sols de la commune et de ses infrastructures peut être observée sur les différentes représentations cartographiques du territoire : la carte de Cassini (XVIIIe siècle), la carte d'état-major (1820-1866) et les cartes ou photos aériennes de l'IGN pour la période actuelle (1950 à aujourd'hui).

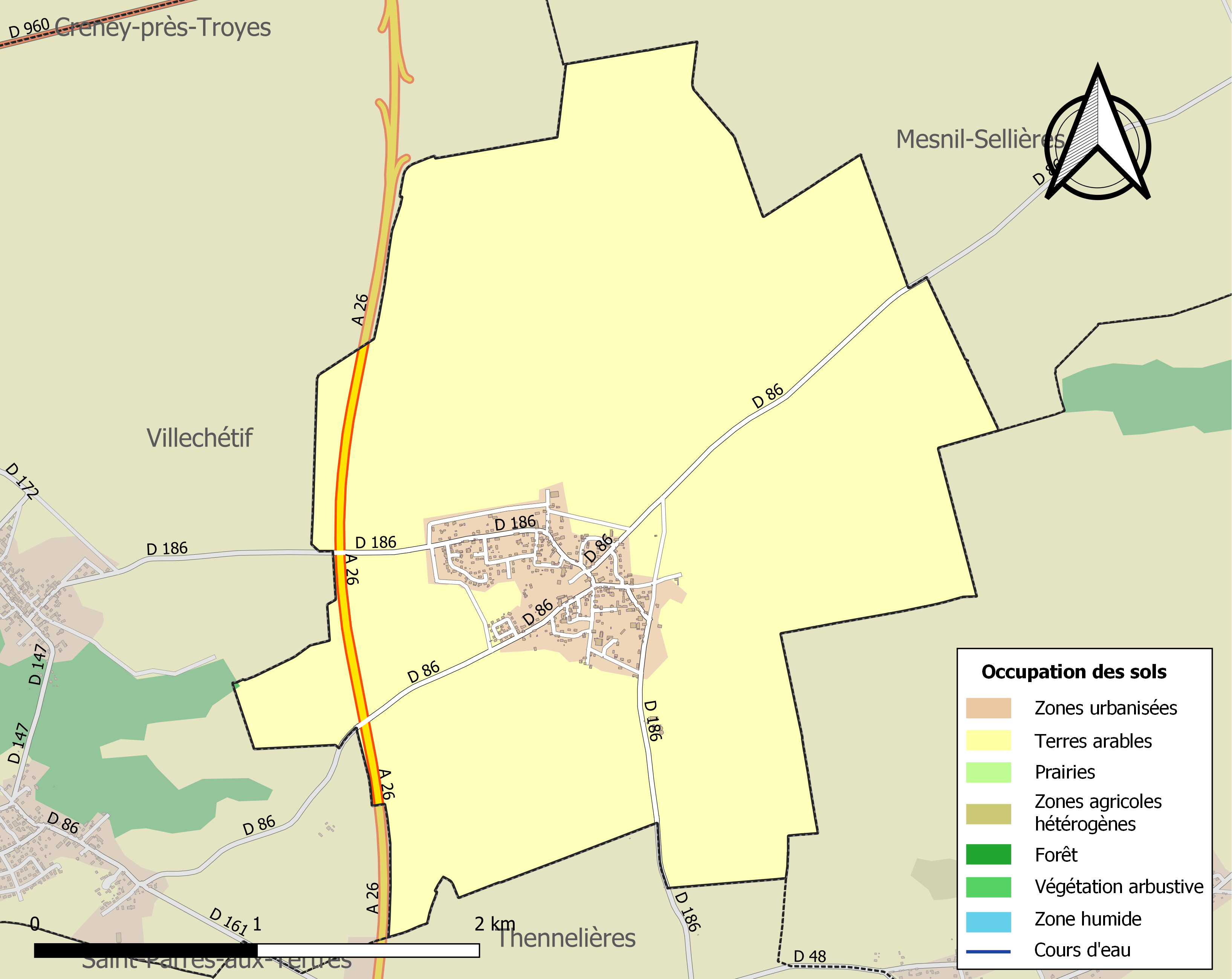
Carte des infrastructures et de l'occupation des sols de la commune en 2018 (CLC).

## Histoire
En 1789, le village dépendait de la Généralité de Châlons, de l'élection et du bailliage de Troyes. Pendant la période intermédiaire, la commune faisait partit du canton de Thennelières jusqu’à l'an IX.

## Politique et administration
| Période                                  | Période   | Identité                                                                       | Étiquette | Qualité                                              |
| ---------------------------------------- | --------- | ------------------------------------------------------------------------------ | --------- | ---------------------------------------------------- |
| 1793 (An II)                             |           | Jean Fessard                                                                   |           |                                                      |
| 1793 (An II)                             |           | Joseph Collaudy                                                                |           | membre du conseil général de la commune de Bouranton |
| An VI                                    |           | François Finot                                                                 |           | Agent Municipal                                      |
| An IX                                    |           | Edmé Jacquard                                                                  |           |                                                      |
| An XI                                    | 1807      | Nicolas Claude Beaugrand (1734-1807) & Nicolas Hauvion (Officier d'état civil) |           |                                                      |
| 1808                                     | 1814      | Claude Henrion                                                                 |           |                                                      |
| 1815                                     | 1819      | Nicolas Hauvion                                                                |           |                                                      |
| 1820                                     | 1824      | Jean Baptiste Delaporte (1774-1836)                                            |           | Officier Retraité et chevalier de l'ordre Royal      |
| 1825                                     | 1830      | Jean Baptiste Nicolas Meunier (1796-1869)                                      |           |                                                      |
| 1831                                     | 1834      | Claude Louis Leconte (1765-1841)                                               |           |                                                      |
| 1835                                     | 1847      | Jean Baptiste Nicolas Meunier (1796-1869) & Pierre Nicolas Finot (Adjoint)     |           |                                                      |
| 1848                                     | 1852      | François Gravelle Meulins (1811-1890) & Jean Durupt (Adjoint)                  |           |                                                      |
| 1853                                     | 1868      | Jean Nicolas Durupt (1807-1880)                                                |           |                                                      |
| 1869                                     | 1880      | François Gravelle                                                              |           |                                                      |
| 1881                                     | 1899      | Pierre Jacques Prin (1823-1903)                                                |           |                                                      |
| 1900                                     | 1919      | Augustin Aléxis Guillard (1857-1936)                                           |           |                                                      |
| 1920                                     | 1966      | Henri Vaudey                                                                   |           |                                                      |
| mars 2001                                | mars 2014 | Gilles Thomas                                                                  |           |                                                      |
| mars 2014                                | mai 2020  | Michel Volhuer                                                                 | DVD       | Agriculteur                                          |
| mai 2020                                 | En cours  | Michel Volhuer                                                                 | DVD       | Agriculteur                                          |
| Les données manquantes sont à compléter. |           |                                                                                |           |                                                      |

## Démographie
L'évolution du nombre d'habitants est connue à travers les recensements de la population effectués dans la commune depuis 1790. Pour les communes de moins de 10 000 habitants, une enquête de recensement portant sur toute la population est réalisée tous les cinq ans, les populations de référence des années intermédiaires étant quant à elles estimées par interpolation ou extrapolation. Pour la commune, le premier recensement exhaustif entrant dans le cadre du nouveau dispositif a été réalisé en 2008.

En 2022, la commune comptait 623 habitants, en évolution de +9,49 % par rapport à 2016 (Aube : +0,7 %, France hors Mayotte : +2,11 %).
| 1790 | 1793 | 1800 | 1806 | 1821 | 1831 | 1836 | 1841 | 1846 |
| ---- | ---- | ---- | ---- | ---- | ---- | ---- | ---- | ---- |
| 279  | 293  | 273  | 293  | 278  | 290  | 306  | 346  | 358  |

| 1851 | 1856 | 1861 | 1866 | 1872 | 1876 | 1881 | 1886 | 1891 |
| ---- | ---- | ---- | ---- | ---- | ---- | ---- | ---- | ---- |
| 369  | 366  | 348  | 329  | 305  | 293  | 287  | 252  | 254  |

| 1896 | 1901 | 1906 | 1911 | 1921 | 1926 | 1931 | 1936 | 1946 |
| ---- | ---- | ---- | ---- | ---- | ---- | ---- | ---- | ---- |
| 244  | 241  | 233  | 226  | 214  | 220  | 213  | 214  | 218  |

| 1954 | 1962 | 1968 | 1975 | 1982 | 1990 | 1999 | 2006 | 2008 |
| ---- | ---- | ---- | ---- | ---- | ---- | ---- | ---- | ---- |
| 215  | 203  | 186  | 218  | 440  | 475  | 451  | 492  | 504  |

| 2013 | 2018 | 2022 | - | - | - | - | - | - |
| ---- | ---- | ---- | - | - | - | - | - | - |
| 544  | 576  | 623  | - | - | - | - | - | - |

## Lieux et monuments
- Église Saint-Pierre.

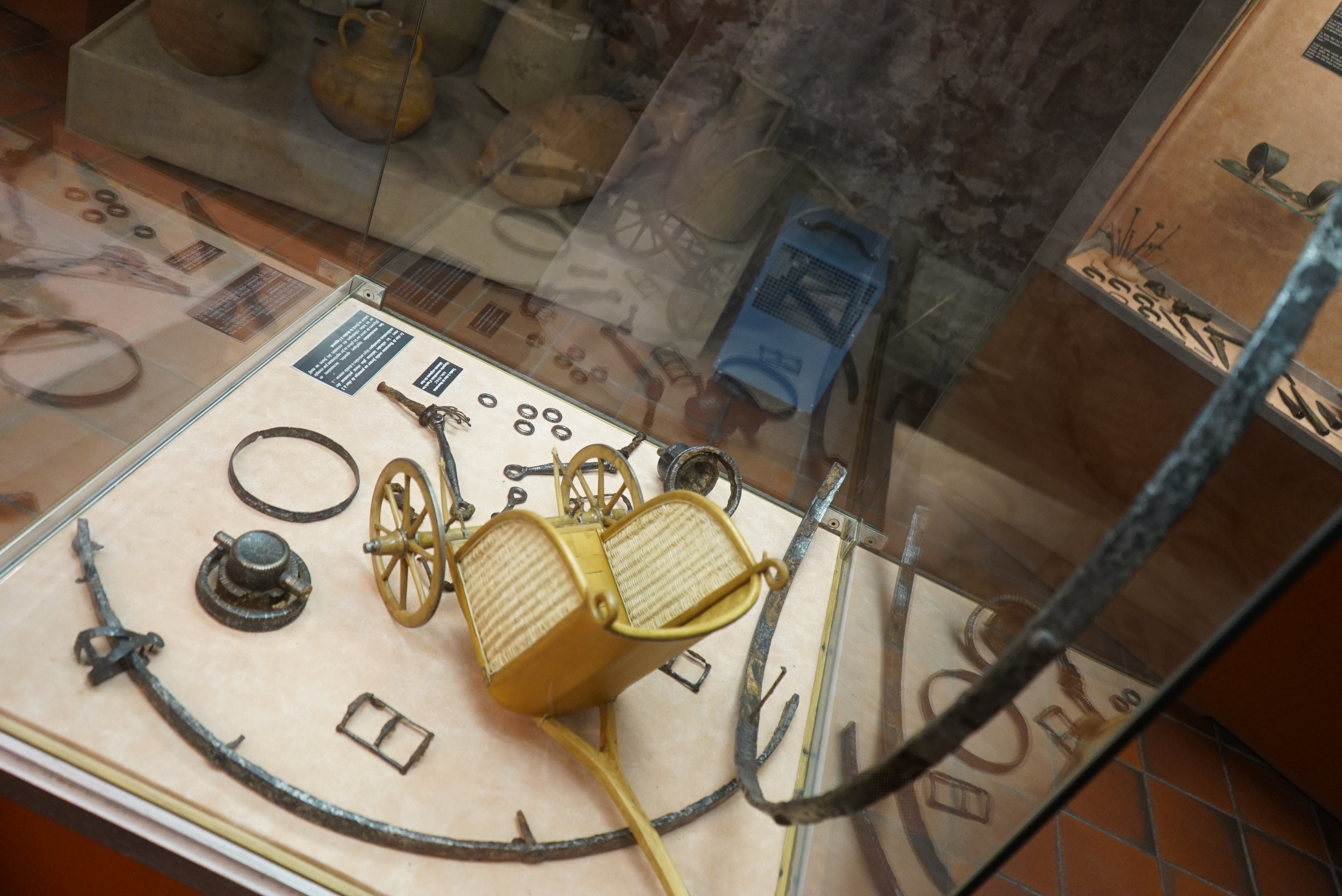
Tombe à char actuellement au Musée Saint-Loup.
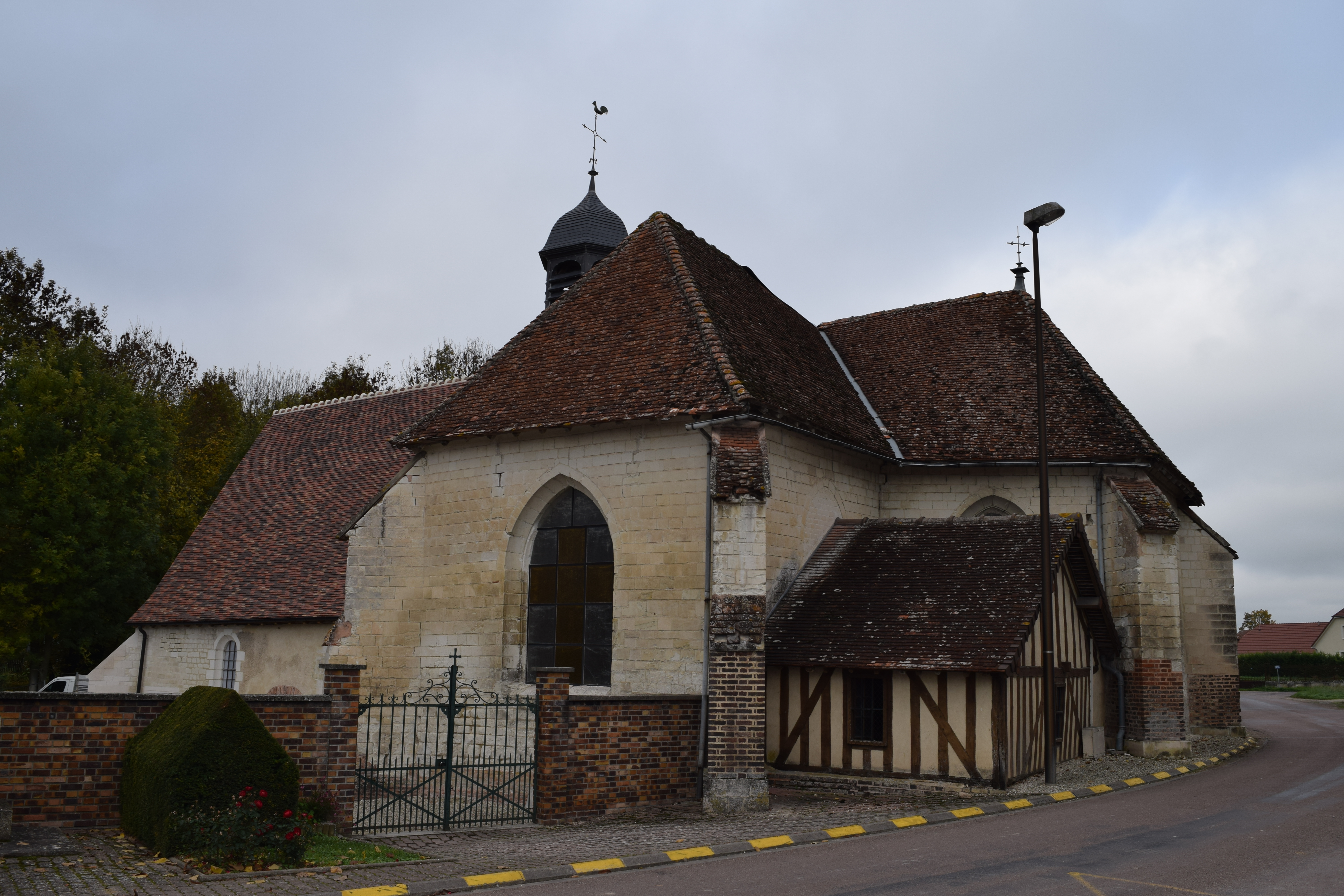
Église Saint-Pierre de Bouranton.

## Personnalités liées à la commune
Garnier de Trainel, fondateur de l'église Saint-Pierre à Bouranton.

## Héraldique
| Blason de Bouranton | Blason  | D'azur au chevron d'or accompagné en pointe de deux clefs du même passées en sautoir, au chef ondé d'argent chargé d'une corbeille de sinople accostée de deux grappes du même. |
| Blason de Bouranton | Détails | Le statut officiel du blason reste à déterminer. |